# Mimetismo molecular

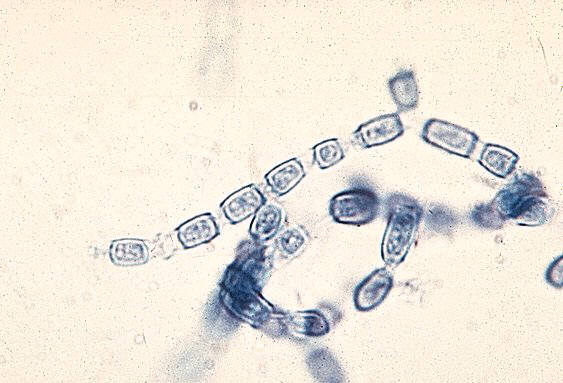
Fungos da espécie Coccidioides immitis são capazes de produzir moléculas miméticas

O mimetismo molecular se caracteriza pela produção de moléculas semelhantes sob o ponto de vista estrutural, antigênico ou funcional, por parte de um microrganismo patogênico, a fim de apresentar determinadas características biomoleculares semelhantes às de seus organismos hospedeiros. As moléculas miméticas geralmente funcionam de maneira similar a moléculas do sistema imune, hormônios, entre outras moléculas do hospedeiro.